# Eliane Stössel
Eliane Stössel (23 dicembre 2004) è una sciatrice alpina svizzera.

## Biografia
Specialista delle prove veloci attiva dal novembre del 2020, la Stössel  ha esordito in Coppa Europa il 19 febbraio 2022 a Crans-Montana in discesa libera (48ª); non ha debuttato in Coppa del Mondo e non ha preso parte a rassegne olimpiche o iridate.

## Palmarès

### Campionati svizzeri
- 1 medaglia:
  - 1 oro (supergigante nel 2024)